# HomePod Mini
De HomePod Mini (gestileerd als HomePod mini) is een slimme speaker ontwikkeld door Apple Inc. De HomePod Mini lag in de Verenigde Staten vanaf 16 november 2020 in de winkels en is sinds 25 maart 2022 ook in Nederland en België te koop. Het apparaat heeft een bolvormig uiterlijk en werd uitgebracht als een kleinere en goedkopere versie van Apple HomePod, waarvan de productie vanwege tegenvallende resultaten in 2021 werd stopgezet.
De slimme luidspreker kan bestuurd worden via een aanraakscherm en met stemcommando's via Siri. De HomePod Mini kan tot zes verschillende stemmen herkennen. Naast het afspelen van muziek kan het apparaat ook diverse taken uitvoeren, waaronder het aansturen van domotica en het voeren van telefoongesprekken. Met twee HomePod Mini's kan een stereo-paar gecreëerd worden.
Daarnaast bezit de Mini een luchtvochtigheid- en temperatuursensor, waar echter geen consumentgerichte functies gebruik van maken. Verschillende media hebben gespeculeerd dat de aanwezigheid van de sensor een mogelijke voorbode is voor nieuwe Apple domotica-toepassingen.
Er zijn vijf kleuren van de HomePod Mini geproduceerd, dit zijn wit, geel, oranje, blauw en spacegrijs.

## Verschillen met de originele HomePod
| Functie           | HomePod                                                     | HomePod Mini                                           |
| ----------------- | ----------------------------------------------------------- | ------------------------------------------------------ |
| Besturingssysteem | audioOS 15.5.1                                              | audioOS 16.0                                           |
| Speakers          | 7 tweeters met 10 cm subwoofer                              | Driver met volledig bereik en twee passieve radiatoren |
| Microfoon         | 6 microfoons, microfoon met lage frequentie voor kalibratie | 4 microfoons                                           |
| Scherm            | LED-matrix met 19 RGB leds                                  | LED-matrix met 19 RGB leds                             |
| Processor         | Apple A8 APL1011                                            | Apple S5                                               |
| Geheugen          | 1GB                                                         | 1GB (LPDDRx)                                           |
| Opslag            | 16 GB                                                       | 32 GB                                                  |
| Wi-Fi (802.11)    | 802.11a/b/g/n/ac Wi‑Fi met MIMO                             | 802.11a/b/g/n Wi‑Fi met SISO                           |
| Bluetooth         | Bluetooth 5.0                                               | Bluetooth 5.0                                          |
| Ultrabreedband    |                                                             | U1 chip                                                |
| Thread            |                                                             | Ja                                                     |
| Sensoren          |                                                             | HDC2010 Luchtvochtigheid- en temperatuursensor         |
| Afmetingen        | 170 mm x 140 mm                                             | 84 mm x 98 mm                                          |
| Gewicht           | 2,5 kg                                                      | 345 gram                                               |